# Důl Rožná I
Důl Rožná I (původně důl Karel Havlíček Borovský) byl hlubinný uranový důl poblíž obce Rožná. Otevřen byl v roce 1957. Na začátku 21. století se jednalo o jediný funkční uranový důl v Evropě, těžba v něm byla ukončena v roce 2017.

## Historie dolu Rožná

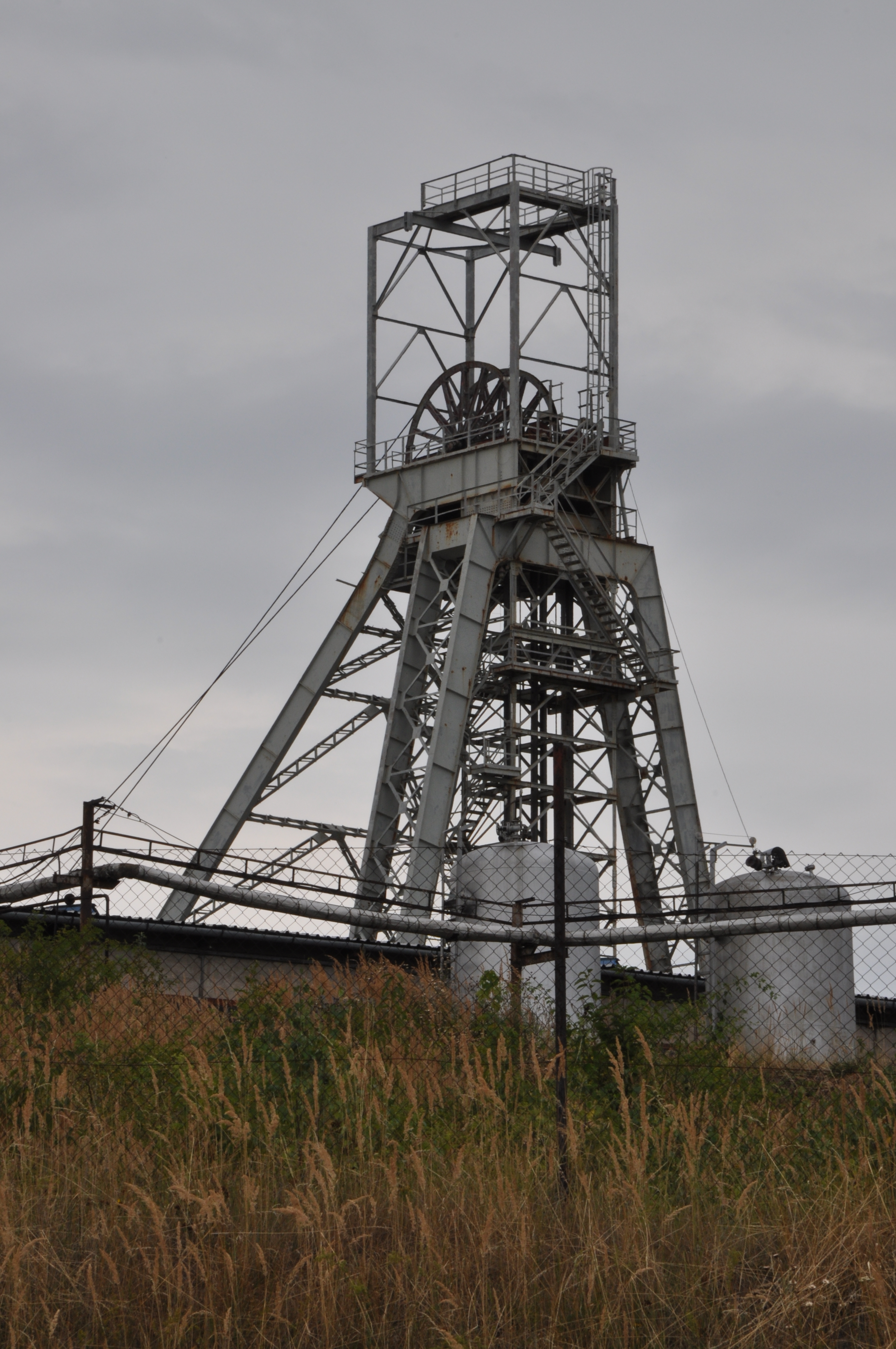
Těžní věž dolu Rožná I

Jedná se o součást širšího regionu těžby uranu na Bystřicku, od 80. let 20. století většinou již utlumené.
Rudné pole Rožná-Olší bylo objeveno v roce 1954 díky zjištění radiometrických anomálií. Poté zde probíhal geologický průzkum a samotné ložisko Rožná a Olší bylo objeveno v roce 1956, 26. srpna bylo objeveno ložisko Rožná, později 17. září bylo lokalizováno ložisko Olší. Důlní práce zde začaly již v roce 1957, kdy započala ražba největší jámy R1. V důsledku rozlohy ložiska, byl celý důlní závod Rožná rozdělen na dva úseky, a to Rožná I (Karel Havlíček Borovský) a Rožná II (Jasan). Úsek Rožná I vznikl v roce 1958, Rožná II později v roce 1963. Oba dva úseky byly spojeny v jeden celek 1. července 1995, kdy byl důl Jasan opětovně začleněn do struktury závodu Rožná I.
Důlní závod Rožná je starší než závod Olší, který vznikl v roce 1959, zanikl vytěžením ložiska v roce 1989 a jeho sanace a rekultivace probíhaly až do roku 2002, kdy bylo předáno 18,1 ha lesa do správy Lesů ČR.
Původní podnik Jáchymovské doly Rožná byl přejmenován na Uranové doly (UD) Dolní Rožínka v roce 1966. Roku 1992 vznikl odštěpný závod GEAM v Dolní Rožínce jako součást státního podniku DIAMO. V rámci Československého uranového průmyslu byla předmětem činnosti UD Dolní Rožínka uranová ložiska Rožná, Olší, Slavkovice-Petrovice (tvoří rudné pole Rožná-Olší) a Jasenice-Pucov. V roce 1964 je zahájena výstavba chemické úpravny (do provozu uvedena v roce 1968). Tento závod do roku 1989 působil samostatně. Následně byl začleněn do struktury koncernového podniku Uranové doly Dolní Rožínka.

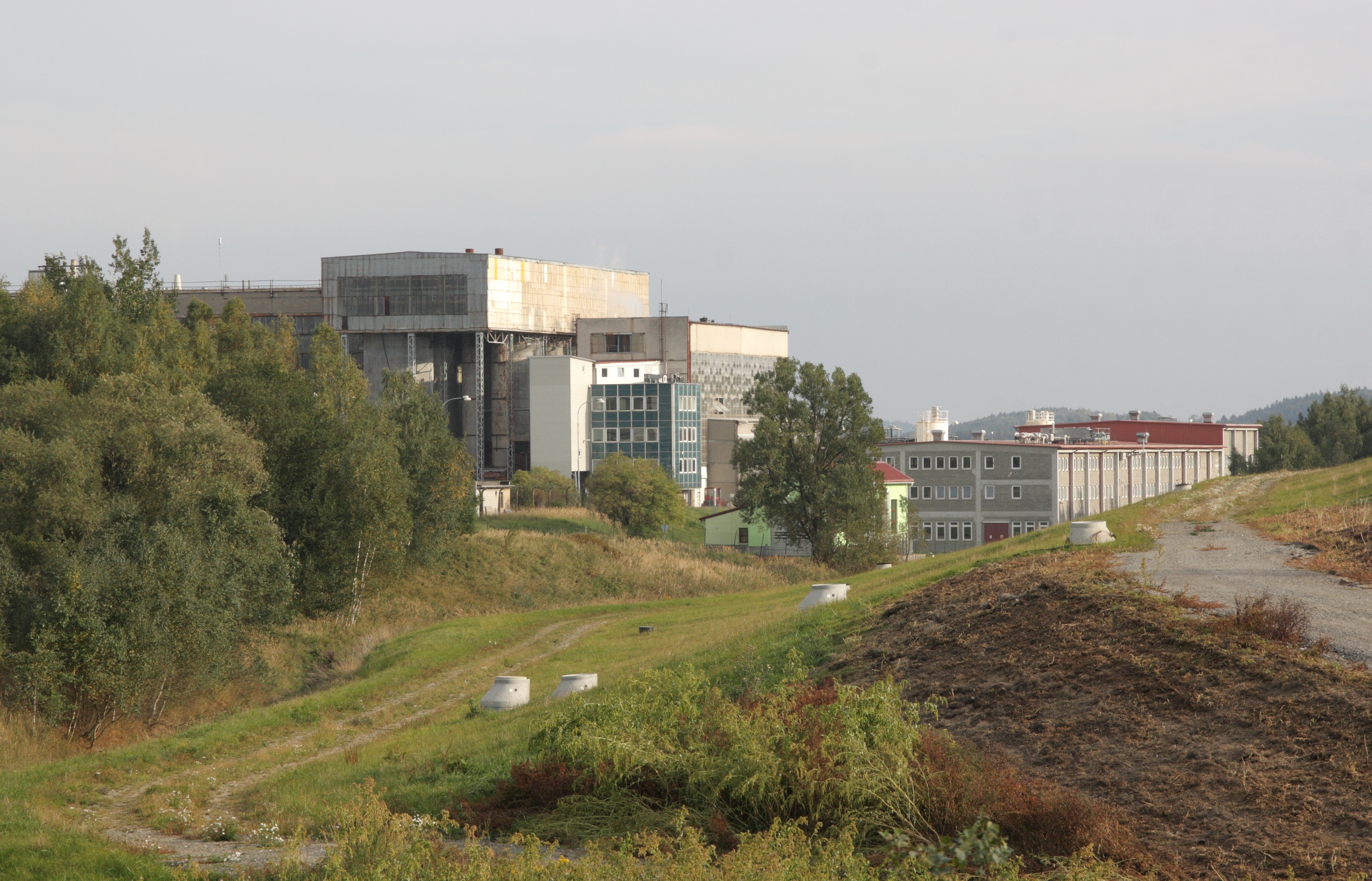
Vlevo chemická úpravna uranové rudy, vpravo čistírna odkalištních vod

Za dobu působnosti se na pracovištích vystřídalo více než 30 000 pracovníků. V 60. letech tu bylo průměrně 3 500 zaměstnanců, v 70. letech 4 100 zaměstnanců, v 80. letech 3 800 zaměstnanců. Od roku 1989 počet zaměstnanců výrazně klesal až do roku 2000, v roce 2000 až 2007 je to již méně jak 1 000 zaměstnanců, v tomto počtu jsou již zahrnuti i pracovníci chemické úpravny. Od roku 2000 se již pouze na ložisku Rožná každoročně vytěžilo okolo 300 tun uranu. Od roku 1958 bylo na ložisku Rožná-Olší vytěženo 20 220 tun uranu. Těžba v poslední době stagnovala, poslední vozík s vytěženou uranovou rudou byl vyvezen na povrch ve čtvrtek 27. dubna 2017 v dopoledních hodinách. Šedesát let těžby uranu v Rožné bylo ukončeno tradičním hornickým ceremoniálem. Ložisko bylo v podstatě vytěženo, jámy dolu mají být zasypány a má začít proces rekultivace. Mělo být propuštěno 250 až 300 zaměstnanců. Z technických staveb má zůstat stát nejdéle komín, který mimo jiné slouží i jako nosič antén mobilních operátorů. Ostatní budovy mají být v průběhu 5 až 7 let zbourány. Funkční má zůstat pouze podzemní výzkumná laboratoř na 12. patře jámy Bukov.

## Geomorfologie oblasti
Z hlediska geomorfologie se ložisko Rožná nachází v provincii Česká vysočina, subprovincii Českomoravská soustava, oblasti Českomoravská vrchovina na jejím východním okraji. Dále je oblast rozdělena mezi dva celky, a to na Hornosvrateckou vrchovinu (podcelek Nedvědická vrchovina) a Křižanovskou vrchovinu (podcelek Bítešská vrchovina). Rudné pole Rožná-Rozsochy, omezené dobývacím prostorem Rožná, se rozkládá na katastrálním území obcí Rozsochy, Blažejovice, Zvole, Vojetín, Rodkov, Horní Rožínka, Blažkov, Horní Rozsička, Dolní Rožínka, Zlatkov, Rožná, Milasín, Bukov a Habří v okrese Žďár nad Sázavou a má rozlohu 1195,5 ha. Obec Dolní Rožínka leží asi 10 kilometrů jihozápadně od Bystřice nad Pernštejnem. Rožná je vzdálena 50 až 55 km severozápadně od Brna. Studovaná oblast leží v průměrné nadmořské výšce 520 m n. m. Nejvyšším místem je Kraví hora s nadmořskou výškou 611 m n. m., nejnižším místem je soutok Hadůvky s Loučkou – 340 m n. m.

## Geologie oblasti

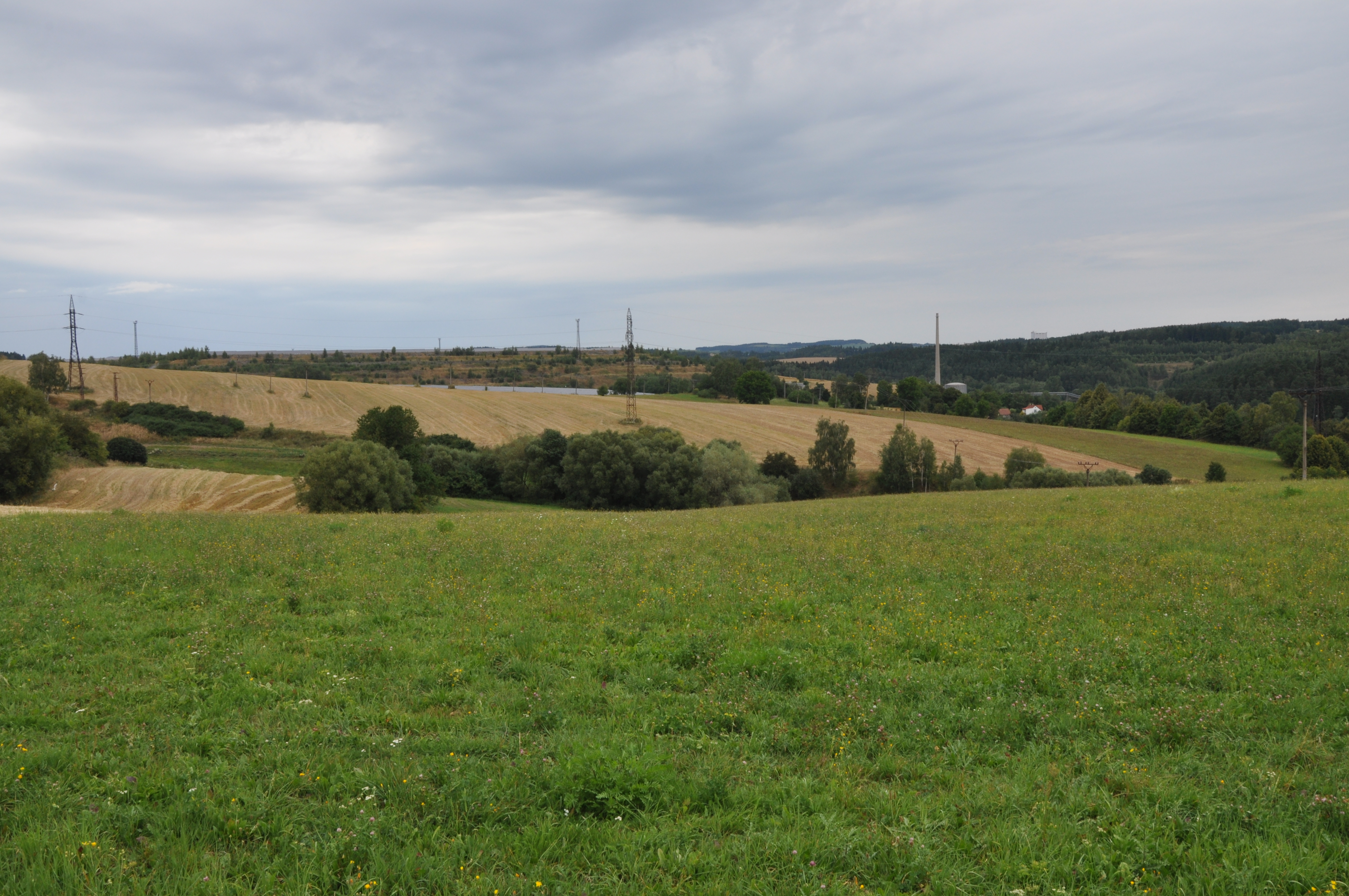
Krajina v okolí dolu

Studovaná oblast se nachází ve V části strážeckého moldanubika, v blízkosti styku se svrateckým krystalinikem. Rudní pole je na severu vymezené křídelskou dislokací, jižním výběžkem svrateckého krystalinika na východě a bítešským zlomem na jihu. Západní hranice je kladena do míst tíhové elevace severozápadního směru mezi obcemi Bobrová, Moravec a Vlkov. Převažujícími horninami ložiska Rožná jsou převážně biotitické a amfibol-biotitické pararuly, dále polohy amfibolitů, vložky erlanových rul, mramorů, kvarcitů a budiny serpentinitů a pyroxenů. Ruly jsou postihnuté různě intenzívní migmatizací. Metamorfovanými horninami pronikají žíly aplitů a pegmatitů, na okrajích rudného pole se nacházejí drobné masívy turmalinických granitů.
Koncem třetihor byla oblast na středním toku Svratky vyklenuta do tvaru klenby, následně byla rozlámána a rozčleněna erozí na členitou vrchovinu, část území na SZ má zachovaný pahorkatinový reliéf. Pahorkatina se vyznačuje plošinatým až zvlněným povrchem s převahou mírných svahů, typičtější pro vrchovinu jsou spíše zaoblené hřbety. Pro oblast je typická metamorfní foliace, která má směr SSZ–JJV a je středně až strmě ukloněna k Z i V. Celá oblast je výrazně provrásněna. Hlavní rožínsko-olšínská antiklinála přecházející do rozsošské antiklinály, má osní rovinu ve směru S–J až SSZ–JJV a vergenci k V až VSV. Uranové zrudnění se váže na grafitizované zóny velkých a dlouhodobě se vyvíjejících, jejich směrná délka dosahuje desítek kilometrů. Tyto zlomy patří k tektonickým švům pásma labského hlubinného lineamentu. Složení uranové mineralizace je tvořeno převážně uraninitem (UO2.UO3) a coffinitem (USiO4). V hloubkách ložiska je uranová mineralizace vázána v komplexních silikátových sloučeninách, kde uranové minerály mají velmi malé rozměry (příměs Zr, Ti). Rudní tělesa mají průměrnou mocnost 2,5 m (někdy až 8 m) a plochu desítek ha. Mineralizace se vyskytuje v místech, kde okolními horninami zón jsou jemnozrnné biotitické pararuly. Celkově je na ložisku Rožná známo více než 90 rudních těles vázaných na hlavní i směrné struktury.